# Daniel Thunberg
 S/S Daniel Thunberg var ett svenskt passagerarfartyg på Göta kanal. Hon byggdes vid Hammarstens varv i Norrköping, där hon sjösattes under augusti 1835 för att bogseras till Motala för installation av ångmaskinerna. Båten levererades till Ångbåts Bolaget Stockholm-Göteborg 1835. Skrovet var av ek och fur.
S/S Daniel Thunberg namngavs efter mekanikern och vattenbyggaren Daniel Thunberg (1712-1788), adlad af Thunberg 1776. Thunberg ledde under 1770-talet arbetena vid Trollhätte kanal och utarbetade under 1780-talet det förslag till en kanal som senare kom att utgöra underlaget för Baltzar von Platens förslag till Göta kanal. Hon sattes i trafik på Stockholm-Göteborg via Göta kanal.
Daniel Thunberg var utrustad med två encylindriga balansångmaskiner, maskin nr 12, tillverkade vid Motala Verkstad. Maskinerna, hjulmaskin typ 1, gav vardera 16 nom hk och var kopplade till en gemensam axel för skovelhjulen. Maskinen installerades vid Mem.
Vikt av ångpannan med vatten och ångmaskinerna var omkring 185 skeppund, motsvarande omkring 31,5 ton.
Båten hade endast ett däck. Under detta fanns ”14 hytt- och 16 salongsplatser, därav 4 i hängmattor, som på den tiden användes”. Liggplatser fanns för 30 passagerare.
Då Daniel Thunberg byggdes 6 fot längre än Amiral von Platen, bad Johan Gustaf von Sydow amiral von Platens befälhavare, premierlöjtnant Hasselberg, att undersöka hur fartyget uppträdde i kanalen och i slussarna vid Trollhättan.
Den västra kanalbanken ovanför Norrkvarns nedre sluss drabbades 1842 av ett genombrott och sträckan mellan Norrkvarns nedre och övre slussar tömdes från vatten. Daniel Thunberg på väg mot Stockholm och Eric Nordevall på väg mot Göteborg fick stanna på var sin sida av den tömda kanalsträckan. De bytte laster och passagerare för att återvända varifrån de kommit.
Båten såldes 1850 till Uddevalla, där hon döptes om till Thorild. Den sattes därefter i trafik på linjen Göteborg-Marstrand-Uddevalla.
År 1855 såldes hon till Kungsbacka. där hon döptes om till Kongsbacka.